# Llet d’ocell - Ornithogalum divergens boreau L.
Planta popularment coneguda com a llet d’ocell, leche de gallina en espanyol o Star of Bethlehem en anglès o dins del món de les flors de Bach. Pertany al gènere Ornithogalum, ornitògal segons el Termcat, i inclou 217 especies de bulboses herbàcies perennes totes elles dins de la família de les Asparagàcies. Popularment s'ha utilitzat el mateix nom per diverses de les espècies existent i de fet es comú trobar referències a la planta que trobem a Catalunya com Ornithogalum Umbellatum L. però sembla que d’un temps ençà s'ha trobat que es tractaria de dues espècies diferents amb els seus propis taxions i la que trobem comunament a Catalunya seria la Divergens Boreau.

## Descripció

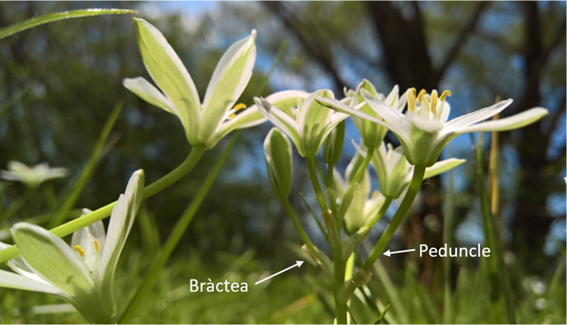
Detall de la disposició floral en corimbe

La planta neix de bulbs globosos de entre 15 a 30 mm, tunicats amb túniques de color blanc o marró clar. Les fulles són lineals o lleugerament oblongo-lineals organitzades en una roseta basal, al peu de la planta. Les tiges no tenen fulles i poden arribar fins a uns 30 centímetres d’alçada. Les flors (inflorescència) s'agrupen en raïms de tipus corimbe on cada peduncle neix d’un punt diferent de la tija aixecant-se totes les flors fins al mateix nivell d’alçada aproximadament. El naixement de cada peduncle està protegit per una bràctea membranosa blanca.

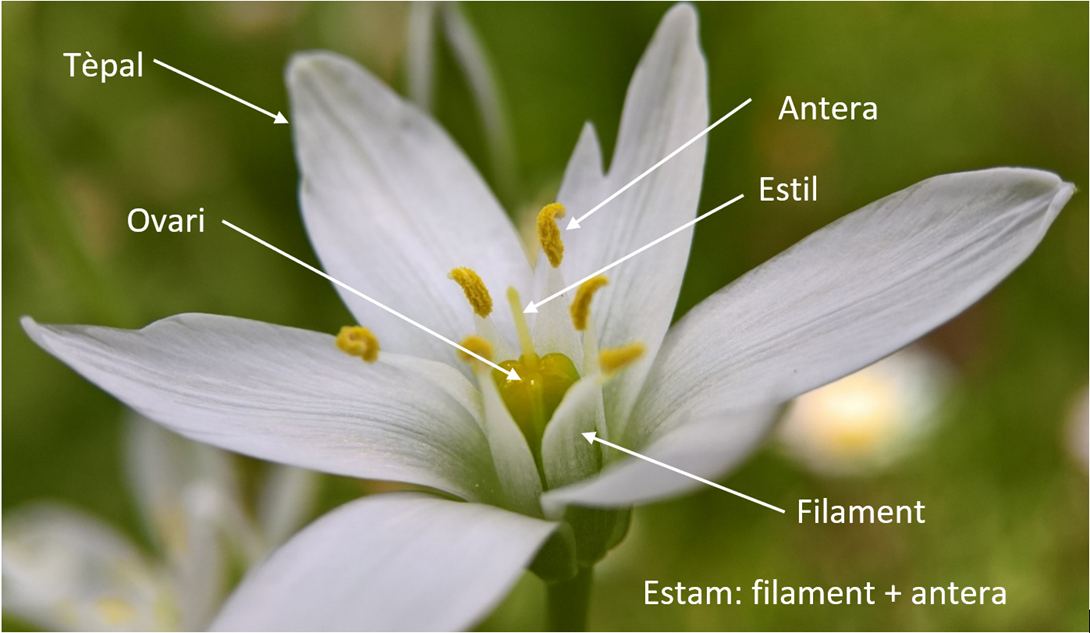
Detall del periant

El perigoni o periant, l’estructura floral, està format per sis tèpals lliures que poden ser diferents entre ells, el que popularment diríem els pètals de la flor. Aquests tèpals tenen un color blanc lletós a la part superior i franges verdes per sota/fora simulant sèpals. A la part interior, l'androceu de la flor, trobarem sis estams amb un filament blanc pla i eixamplat coronats amb anteres introrses dorsifixes. L'ovari trilocular, amb tres cavitats internes, es de tipus hipogin o súper i té forma ovoidal amb sis costelles equidistants i un estil.

## Etimologia
El nom popular, llet d’ocell, prové directament de la traducció del nom tècnic Ornithogallum o a la inversa. Es tracta d’una paraula composta per órnithos que en grec vol dir ocell i gála que significa llet. En castellà el nom popular es “leche de gallina” i en anglès i en el món de les flors de Bach se la coneix com a Star of Bethlehem. Es diu que el nom de la planta vindria de la tradició romana que utilitzava el terme “Leche de pájaro” per indicar que una cosa era meravellosa i d’aquí la selecció d’aquest nom.

## Hàbitat i floració
Floreig entre el Març i el Juny en camps de conreu, borals i sota els arbres amb zones mínimament assolellades. Les flors només s'obren al sol i es tanquen de nit i es poden trobar principalment per Europa, nord d’Àfrica i sembla que al Caucàs. Darrerament amb el seu cultiu a Nord Amèrica ara ja es pot trobar assilvestrada.

## Usos
S'utilitza principalment per usos ornamentals per la seva bellesa i també alimentaris tot i que el bulbs son verinosos ja que presenten substàncies cardiotòxiques. Pel bestiar la part aèria es tòxica si l’ingereixen accidentalment. En el món de les flors de Bach és una de les flors més importants i es pren en un preparat per ebullició a raó de 3 o 4 gotes diàries, 3 o 4 cops per setmana per assegurar el dinamisme, l’alegria de viure, bon humor i vitalitat.

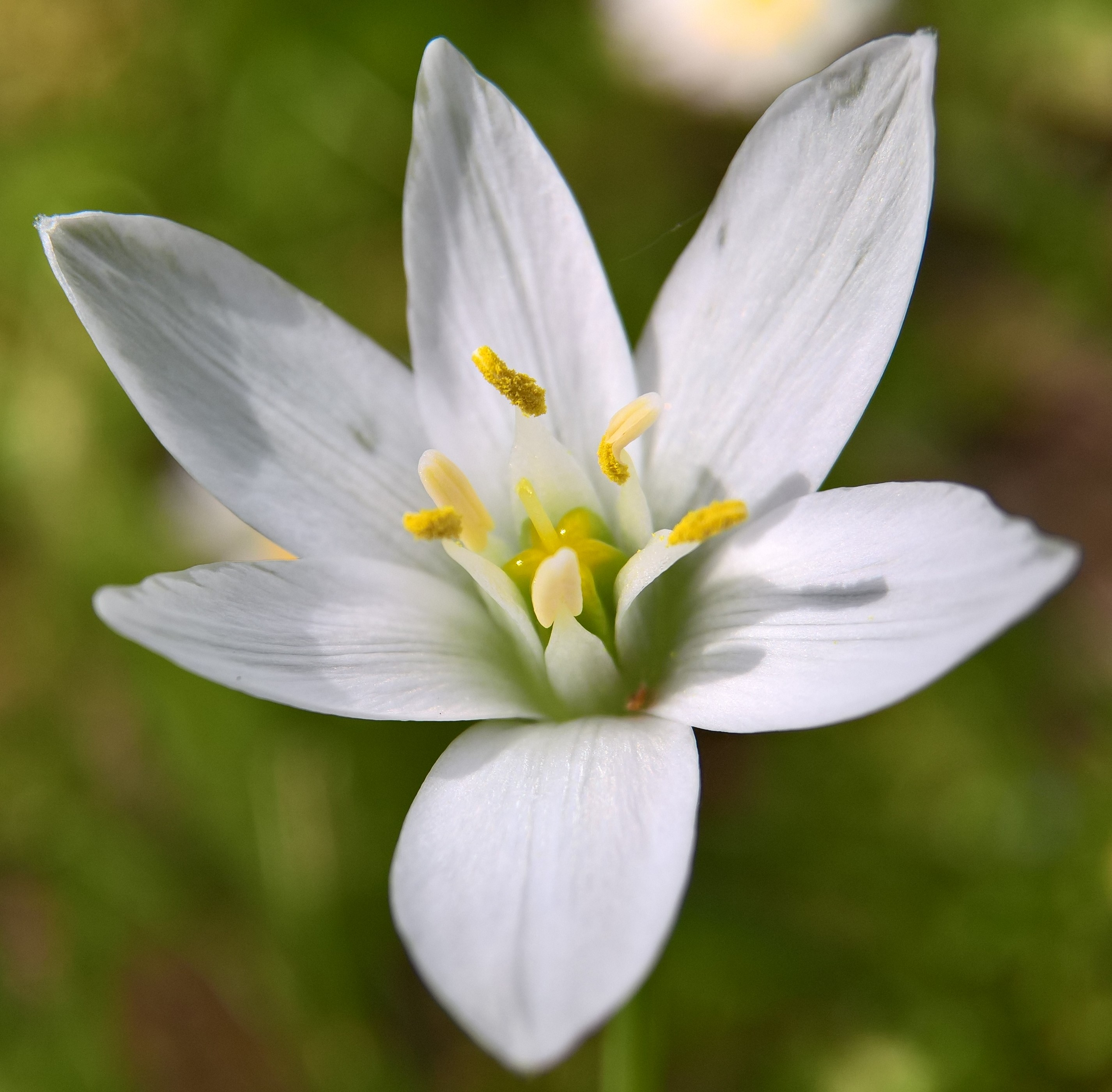
Detall del perigoni amb els estams obrint els seus sacs pol·línics.
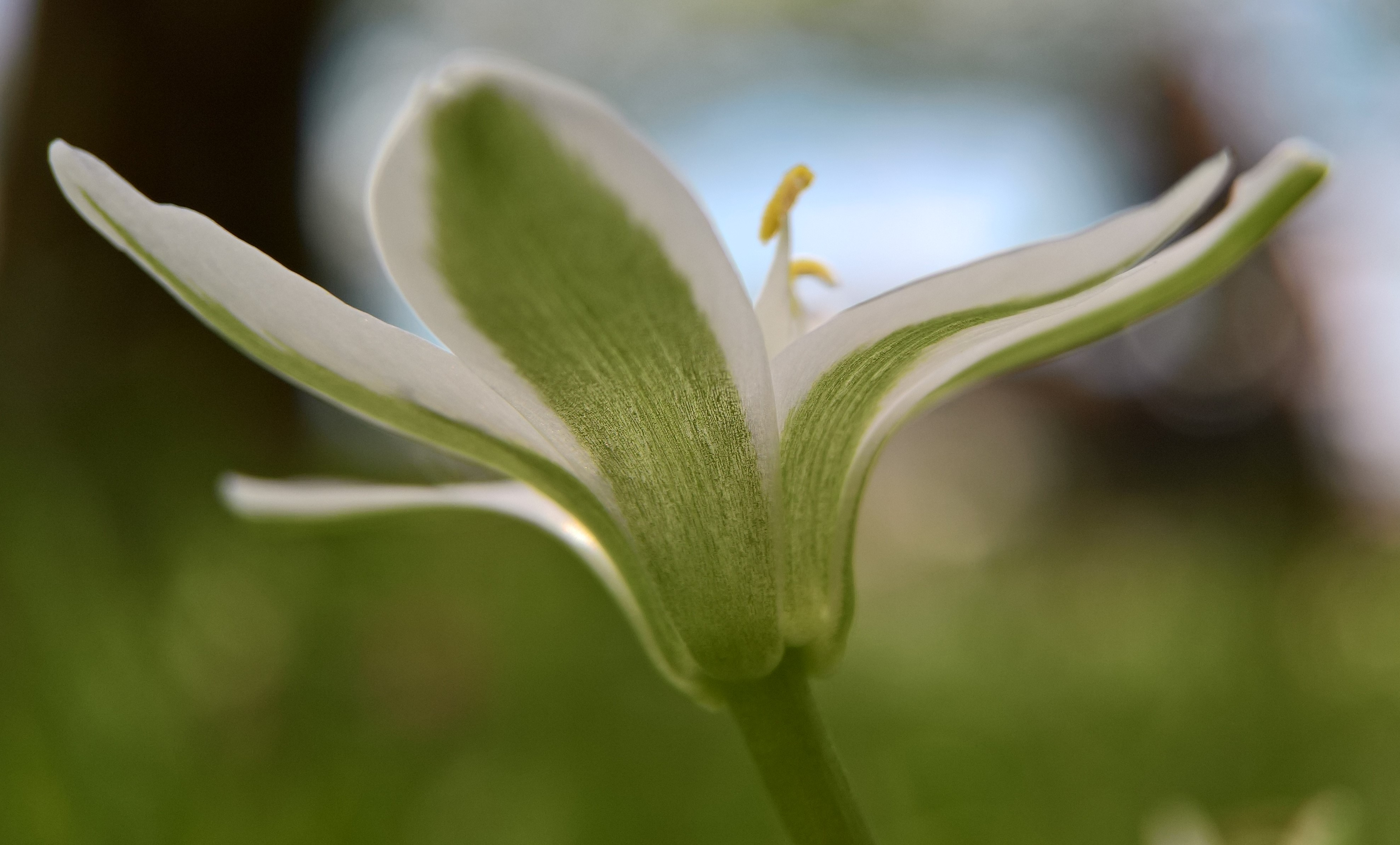
Detall de la part exterior/inferior dels tèpals
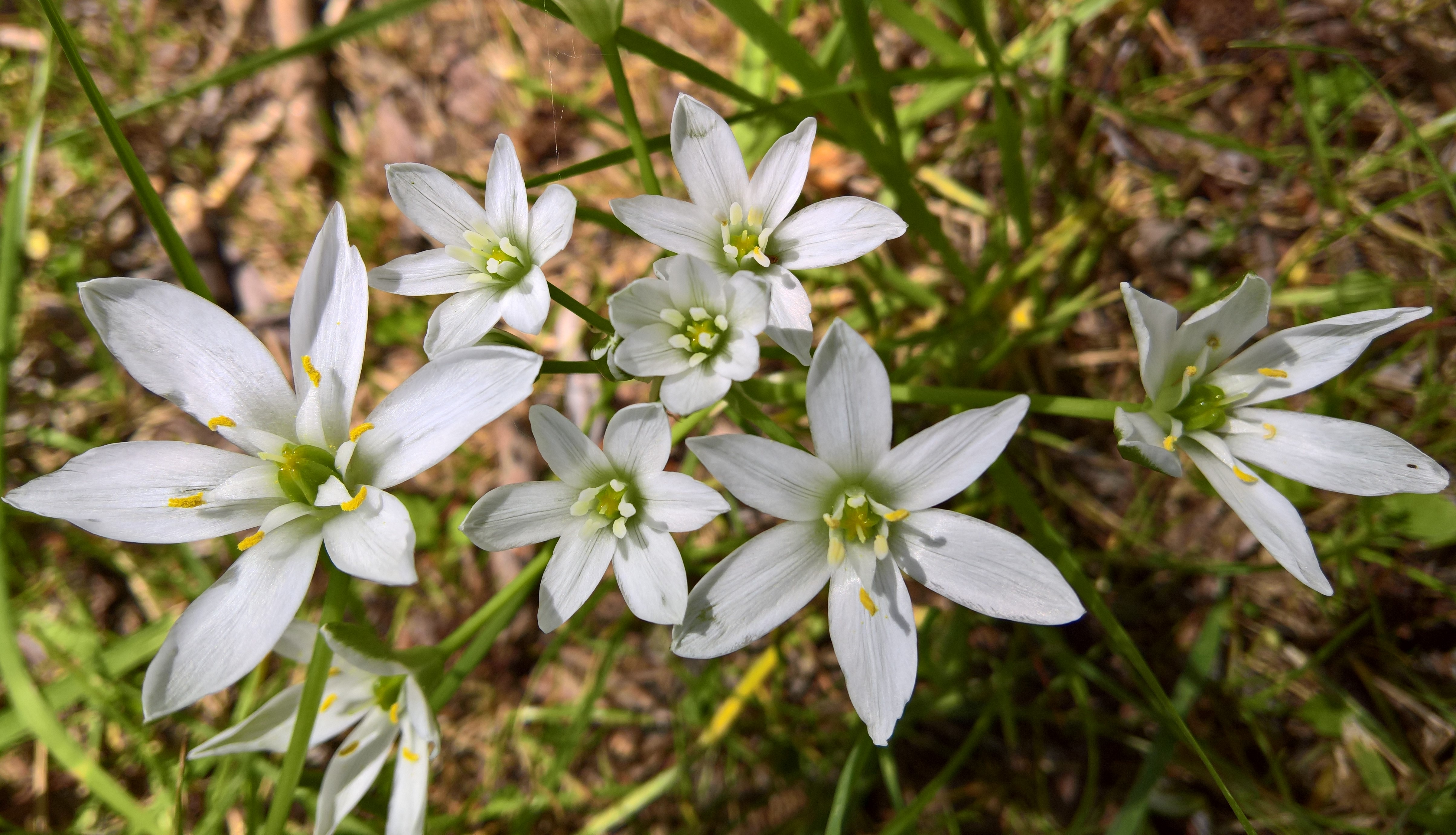
Floració llet d'ocell
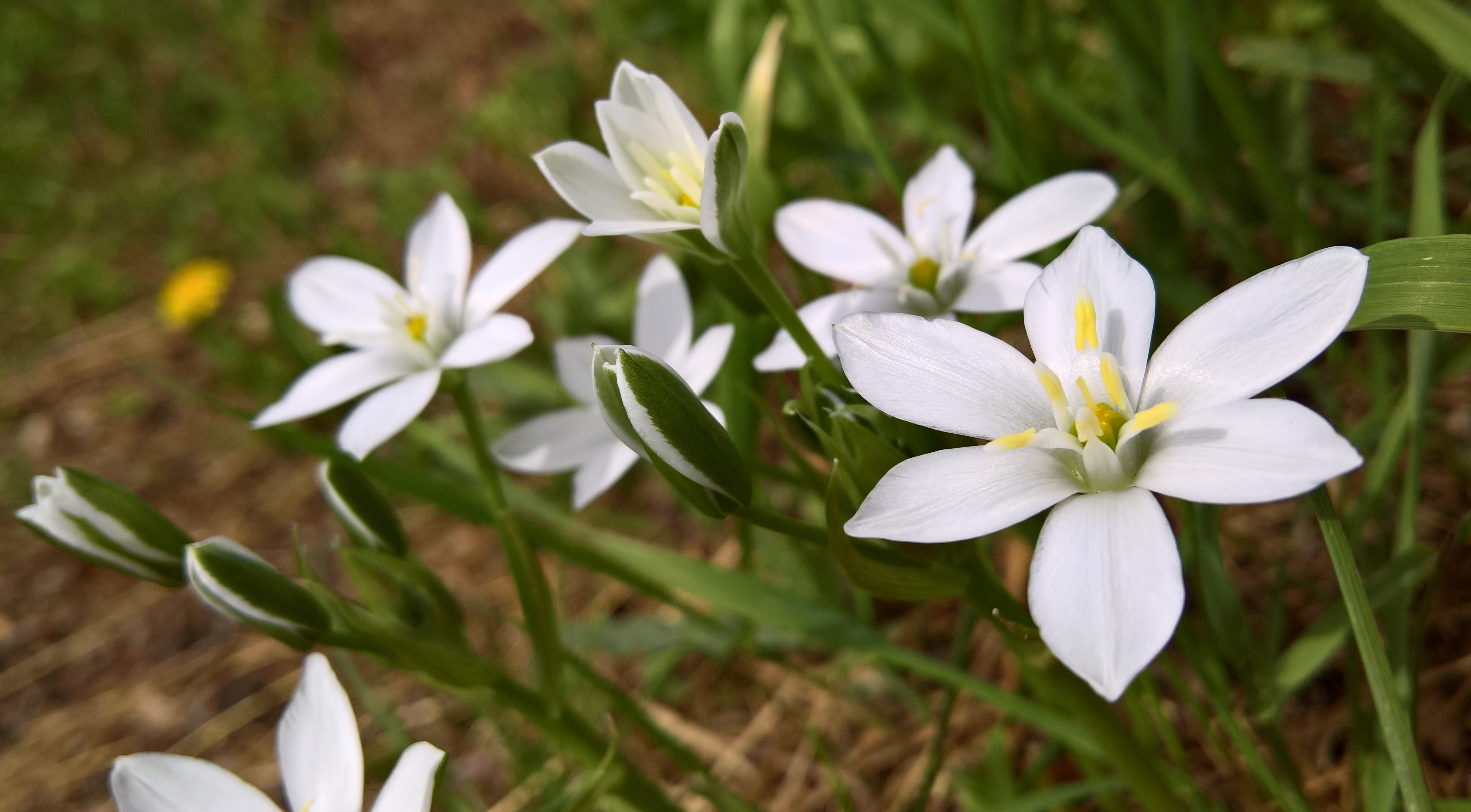
Diferents estadis de floració de la llet d'ocell
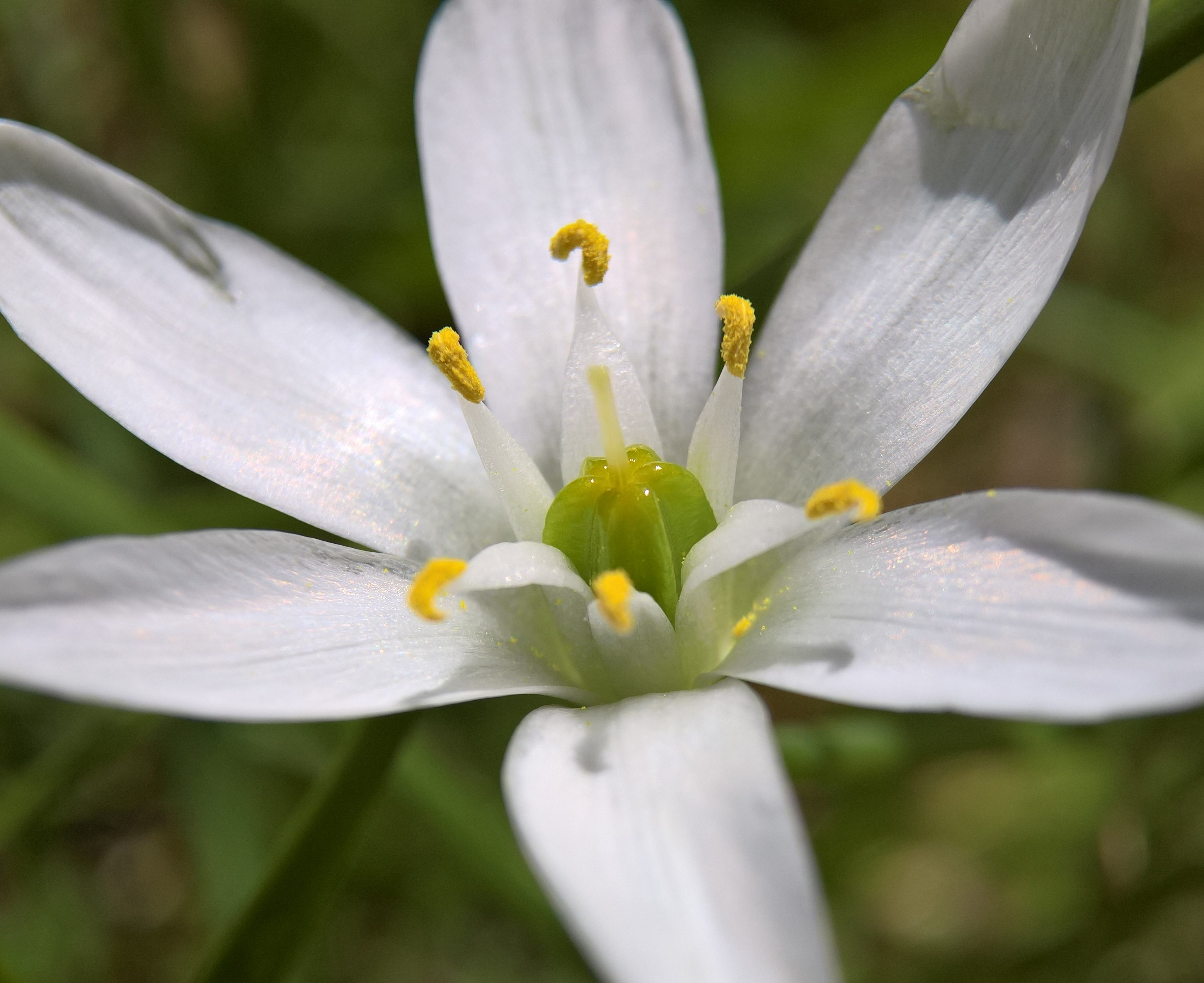
Flor